# Макарий Писемский
Макарий Писемский — (середина XIV века, село Данилово — конец первой четверти XV века, Макариева пустынь) — преподобный Русской православной церкви.
Память 23 января и 22 июня.

## Жизнеописание

### Происхождение
Подробного жизнеописания преподобного Макария и его подвигов не сохранилось.
По преданию, родился в середине XIV века в селе Данилово Галичского княжества в 12 км от места основания будущего монастыря.
Ныне это Костромская область, Буйский район, село Макарий-на-Письме.
По преданию, которое не подтверждается документальными источниками, происходил из костромского боярского рода Писемских, которые владели селом Покровским на реке Письме, левом притоке реки Костромы.

### Начало иноческой жизни
В молодые годы отправился к прп. Сергию Радонежскому в Троицкий монастырь.
Здесь был пострижен своим учителем в монахи с именем Макарий, в честь святого 4-го века Макария Великого подвизавшегося в Нитрийской пустыне в Нижнем Египте.

### Уход преподобного на безмолвие
Преобретя духовную опытность монашеского жительства по благословению Сергия отправился, как и многие другие его ученики, в безлюдные места для усугубления подвига.
Макарий вернулся на север в свой родной край в Галичское княжество.
В лесу на берегу реки Письмы постороил себе келью и часовню.
Место это находилось на расстоянии около одного километра от современной обители рядом с современной деревней Семёновское.
В древности оно называлось «старой пустынью преподобного Макария Писемского».

### Приход преподобного Павла Обнорского
Через какое-то время к нему пришёл другой ученик прп. Сергия Павел Обнорский, ставший ему новым наставником.
Павел в течение 50 лет совершал подвиг в разных монастырях.
Одним из них была Авраамиево-Городецкая пустынь.
Оттуда он и пришел на Письму, где подвижники встретились.
Они подвизались, молились и трудились вместе в течение 20 лет.
Со временем о жизни святых узнали люди, поэтому к ним стали приходить ученики, ища добрых наставников на пути спасения.

### Уход на безмолвие преподобного Павла
Около 1389 года подвижники расстались.
Преподобный Павел ушёл на северо-запад на реку Обнору, правый приток реки Костромы.
Здесь он основал Троицкий Павло-Обнорский монастырь, в котором подвизался до своей кончины, произошедшей в 1429 году.
Был погребен в монастыре.

### Основание Макариевой пустыни
Преподобный Макарий по совету своего друга и наставника преподобного Павла основал обитель и стал первым ее игуменом.
Община нуждалась в своем храме, поэтому преподобный Макарий с учениками перешли на новое место вверх по течению реки Письмы.
На возвышенном берегу над изгибом реки была построена небольшая церковь в честь Преображения Господня.
Рядом построили братские кельи и хозяйственные постройки.
Так на реке Письме возник монастырь.
Годом основания монастыря принято считать 1400 год.

### Преставление преподобного
Точная дата преставления Макария Писемского неизвестна.
Это произошло где-то в конце первой четверти XV века.
Преподобный отец был похоронен учениками в храме основанной им Преображенской обители.